# ファットブルーム
ファットブルーム（fat bloom）はチョコレートに生じる劣化現象の一つである。オイルブルーム、ブルーム現象とも言われている。

## 現象および原因
- チョコレートに含まれるココアバターが温度の上昇により製品表面に溶け出し、白い結晶となって浮き出てくる[1][2]。指で触ると結晶が溶けるため、湿気によって砂糖が再結晶化した「シュガーブルーム」やカビなどと見分けることが出来る。
- 賞味期限に関わりなく、温度変化により生じるので、冷暗所で保管することが望ましい。また、再度テンパリングすることにより、元に戻すことができる。
- 風味や口溶けは損なわれるが、身体への影響はない[1]。